# El eterno Adán
El eterno Adán (en francés: L'Éternel Adam) es una novela corta del escritor francés Julio Verne escrita poco antes de morir y publicada en 1910 en una antología de relatos breves 
"El eterno Adán" es una obra de Julio Verne que nos invita a reflexionar sobre la relación de la humanidad con el universo. En ella, se nos lleva a un viaje a través de un imperio rodeado por cuatro mares. A lo largo de la novela, Verne nos presenta elementos de ciencia ficción y nos invita a reflexionar sobre la importancia del conocimiento y la ciencia en la evolución de la humanidad. A pesar de que la obra fue escrita hace más de un siglo, sigue siendo relevante en la actualidad y nos invita a reflexionar sobre temas universales como la vida, la muerte y el sentido de la existencia humana.